# Trumisgarry
Trumisgarry, schottisch-gälisch: Trumaisgearraidh, ist ein Weiler auf der schottischen Hebrideninsel North Uist, die zu den Äußeren Hebriden zählt. Historisch lag er in der traditionellen Grafschaft Inverness-shire.

## Lage
Trumisgarry liegt an der Ostküste einer kleinen Bucht an der Nordküste North Uists. Gegenüber liegt die Gezeiteninsel Oronsay, die über bei Niedrigwasser trockenfallende Sandbänke zugänglich ist. Die nächstgelegenen Ortschaften sind die Weiler Ath More im Süden und Newton im Norden. In der Umgebung befinden sich mehrere Seen, von denen der Loch an Duin und der Loch Fada die größten sind. Von der Nachbarinsel Berneray führt der Berneray Causeway die B893 nach North Uist. Diese führt durch Trumisgarry zur A865 und erschließt die Ortschaft.

## Geschichte
In der Umgebung von Trumisgarry bezeugen die Reste zweier Duns die historische Besiedlung der Region. Darunter ist der denkmalgeschützte Rest des Dun Torcuill im Loch an Duin. Des Weiteren befindet sich an der Meereszunge Oban Trumisgarry ein Burnt Mound. Auf der regionalen Karte der Ordnance Survey aus dem Jahre 1882 sind zwei bedachte und drei unbedachte Gebäude verzeichnet. Die Trumisgarry Church wurde 1829 errichtet. Es handelt sich um eine der „Parliamentary Churches“, die auf einem Standardmodell von Thomas Telford basieren.